# Benigno Rodríguez Jurado
Benigno Rodríguez Jurado (San Luis, 1 de noviembre de 1861 - Buenos Aires, 1 de enero de 1920) fue un abogado y político argentino que ejerció en dos oportunidades como diputado nacional y fue Gobernador de la Provincia de San Luis a principios del siglo XX.

## Biografía
Era hijo del dirigente federal Carlos Juan Rodríguez, y se doctoró en jurisprudencia en la Universidad de Buenos Aires. Ejerció como abogado en San Luis, donde también ocupó cargos en la magistratura judicial.
Miembro destacado del Partido Autonomista Nacional de su provincia, dirigió la llamada "Unión Provincial", en que se aliaron conservadores, liberales y radicales disidentes. Ejerció como ministro de varios gobernadores, y fue elegido diputado nacional en 1892 y nuevamente en 1898.
En el año 1904 fue elegido gobernador de la Provincia de San Luis, cargo que ejerció durante los tres años prescriptos por la constitución provincial a partir del 25 de agosto de ese año. Entre sus primeras medidas de gobierno estuvo la convocatoria a una Convención Reformadora de la Constitución provincial, para su modernización; entre otras medidas, esta convención aumentó la duración del cargo de gobernador de tres a cuatro años, pero se consideró que el período de Rodríguez Jurado duraría solamente tres.
Reorganizó las cuentas de la administración, reduciendo levemente la planta de funcionarios y poniéndose al día con lo pagos de todos ellos, incluidos los maestros, que llevaban muchos años sin cobrar todo su sueldo en término. Realizó un importante esfuerzo en materia educativa, apoyando económicamente a los alumnos de más bajos recursos económicos; edificó varias escuelas, incluyendo las dos más grandes de la capital. Dividió judicialmente la provincia en dos secciones, y creó los juzgados correspondientes, además de poner en funciones los Juzgados de Paz, creados por la nueva constitución.
Inauguró el alumbrado a gas en la capital provincial y en Villa Mercedes, hizo abrir nuevas calles y extendió el servicio de aguas corrientes. Fundó un gran número de pueblos, entre ellos La Toma, Balde, Beazley, Buena Esperanza, Fortuna, Fraga, Juan Llerena, Martín de Loyola y San Pablo, además de algunos pueblos en el sur de la provincia que no prosperaron. Creó los departamentos de Gobernador Dupuy y Coronel Pringles.
Se inició la construcción de un Dique Nivelador sobre el río Quinto. Se inauguraron varios caminos, y se repararon y mejoraron otros; se inauguró el ramal de ferrocarril que une La Toma con Villa Dolores, y otro ramal a Quines. También se inauguró la primera red telegráfica de la provincia.
Su gobierno presenció conflictos políticos de cierta gravedad sin inmiscuirse en ellos, como las acusaciones de que simpatizó con la revolución radical de 1905 o los graves desórdenes y violencias ocurridas en las elecciones nacionales de ese año. Su sucesor, Esteban Adaro, pertenecía a la Unión Cívica Radical, habiendo sido elegido por la Unión Provincial; como no cubriera puestos de la administración con partidarios del conservadurismo, éstos iniciaron una revolución con la intención de impedir que asumiera. El propio Rodríguez Jurado se negó a garantizar la toma del gobierno por Adaro, que debió jurar en un galpón y esperar a una intervención federal que lo confirmara en el cargo.
Tras dejar el gobierno fue nuevamente elegido diputado nacional en el año 1908. Su última actuación pública fue como asesor del ministerio judicial de menores.
Era primo hermano del también gobernador Adolfo Rodríguez Saá "El Pampa", y padre del futuro gobernador Agustín Rodríguez Jurado.